# 모로코의 군주
모로코의 군주는 모로코의 국가원수이다. 1957년 이전에는 술탄이라는 칭호를 사용하였으며 이후에는 말리크라는 호칭을 사용하고 있다.

## 역대 군주
- 초대 : 무함마드 5세 (1927년 ~ 1961년)
- 2대 : 하산 2세  (1961년 ~ 1999년)
- 3대 : 무함마드 6세 (1999년 ~ 현재)

## 같이 보기
- 모로코의 왕위 계승 순위
- 모로코의 역사